# Sarcomphalus
Sarcomphalus là một chi plant thuộc họ Rhamnaceae.
Bao gồm các loài:
- Sarcomphalus havanensis, (Kunth) Griseb.